# Proč vyhynula velká australská zvířata
Proč vyhynula velká australská zvířata (v anglickém originále: Death of Megabeasts) je britský dokument, poprvé vysílaný na kanálu National Geographic v roce 2008. Popisuje vyhynutí australské megafauny na konci poslední doby ledové. V dokumentu se kromě počítačové animace objevují i herci ztvárňující první lovce, kteří se do Austrálie dostali. Česky byl vysílán dokument na ČT1.